# César Sánchez
César Sánchez Domínguez (Cória, 2 de setembro de 1971) é um futebolista espanhol que atuava como goleiro. Atualmente, esta aposentado.

## Títulos
Real Madrid
- La Liga: 2000–01 e 2002–03
- Supercopa da Espanha: 2001 e 2003
- Liga dos Campeões da UEFA: 2001–02
- Supercopa da UEFA: 2002
- Copa Intercontinental: 2002

1. ↑  «César Sánchez Domínguez». realmadrid.com